# Oxiresveratrol
El oxiresveratrol es un estilbenoide. Se encuentra en el duramen de Artocarpus lakoocha y en la droga tradicional 'Puag-Haad' hecha de ella. También es la aglicona de mulberrosida A, un compuesto que se encuentra en Morus alba.
El oxiresveratrol es un potente inhibidor de la tirosinasa.